# هرن لیک (میسیسیپی)
هرن لیک (به انگلیسی: Horn Lake) شهری در ایالت میسیسیپی کشور ایالات متحده آمریکا است که جمعیت آن در سرشماری سال ۲۰۱۰ میلادی، ۲۶٬۰۶۶
نفر بوده‌است.